# Romagnano Sesia
Romagnano Sesia là một đô thị có 4162 dân ở tỉnh Novara ở vùng Piedmont của Ý, tọa lạc cách 80 km về phía đông bắc của Torino and about 25 km về phía tây bắc của Novara.
Romagnano Sesia giáp các đô thị: Cavallirio, Fontaneto d'Agogna, Gattinara, Ghemme, Prato Sesia, và Serravalle Sesia.